# Philip Saville

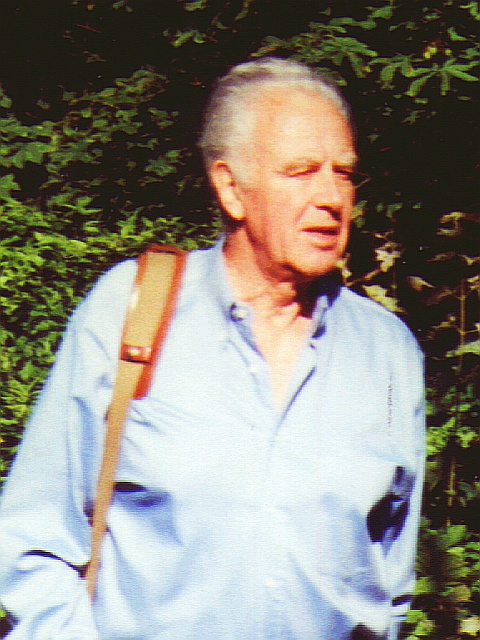
Philip Saville

Philip Saville (* 28. Oktober 1930 in London; † 22. Dezember 2016 in Hampstead) war ein englischer Filmregisseur, Drehbuchautor, Produzent und Darsteller. Er arbeitete auch unter dem Namen Philip Savile.

## Leben und Wirken
Philip Saville begann seine Karriere als Schauspieler und Bühnenregisseur. Mit 18 Jahren spielte er seine erste Filmrolle als Fahrer eines Polizeistreifenwagens in dem Film Penny and the Pownall Case unter der Regie von Slim Hand. Anfang der 1950er Jahre arbeitete er für einen US-amerikanischen Fernsehsender, kehrte dann aber nach England zurück und spielte bis 1960 weitere 22 Filmrollen.
1955 hatte er bereits einmal Regie geführt an dem gemeinsam mit seiner ersten Frau, Jane Arden, geschriebenen Fernsehfilm Curtains for Harry. Seit 1960 war er ohne nennenswerte Unterbrechung in diesem Genre tätig und einer der produktivsten englischen Filmregisseure.
1963 drehte er für die BBC den Film The Madhouse on Castle Street und konnte dafür den amerikanischen Folk-Sänger Bob Dylan verpflichten, der damit seinen ersten Auftritt in England als Schauspieler hatte. Dylan konnte diesem Job allerdings nicht gerecht werden und Philip Saville musste einen anderen Schauspieler verpflichten. Dylan sang dann aber einige seiner Songs in dem Film.
1964 verfilmte Philip Saville, ebenfalls für die BBC, an dänischen Originalschauplätzen das Shakespeare-Drama Hamlet mit den Schauspielern Christopher Plummer, Michael Caine, Robert Shaw und Donald Sutherland. Dieser Film wurde 1967 auch in Deutschland aufgeführt.
1965 schrieb er wiederum gemeinsam mit seiner Frau Jane Arden den Film The Logic Game und drehte ihn für BBC2. Dieser Film wurde von der Kritik sehr kontrovers diskutiert, er demonstrierte deutlich, dass Philip Saville ein ausgeprägt avantgardistischer Künstler war.
Weltweite Beachtung fand 1967 seine Ödipus-Adaption, wo er ebenfalls am Drehbuch mitwirkte. Christopher Plummer, Lilli Palmer und Orson Welles gehörten zur Besetzungsliste.
Bedeutende Filme sind weiterhin Mandela, den er mit Danny Glover in der Titelrolle 1987 drehte, ferner The Fruit Machine – Rendezvous mit einem Killer von 1988, für den Hans Zimmer die Musik schrieb, und Metroland aus dem Jahr 1997 mit Christian Bale und Emily Watson in den Hauptrollen, der nach wie vor als sein bester Film gilt.
Im Jahr 2001 drehte Philip Saville in Deutschland den Film Hans Christian Andersen – My Life as a Fairytale an verschiedenen Orten in Berlin und im Land Brandenburg. Die gestalterische Verkettung von realem Spiel und Märchenszenen, dargestellt durch die gleichen Schauspieler in Mehrfachrollen, entspricht dem künstlerischen Stil, den Philip Saville stets bevorzugte.
Das Dokudrama The Biographer – The Secret Life of Princess Di zeigte in Deutschland der Fernsehsender N24 am 27. August 2007 unter dem Titel Diana – Meine Geschichte. Wie die Wahrheit ans Licht kam als Beitrag zum 10. Todestag von Diana von Wales.
2003 drehte Philip Saville The Visual Bible: The Gospel of John als 21. Teil der internationalen Reihe der Bibelverfilmungen. Dieser Film wurde in zahlreichen Ländern der Erde aufgeführt, in deutscher Synchronisation existiert eine DVD mit dem Titel Das Johannes-Evangelium.
Seine letzte Arbeit war das Holocaust-Drama Love Is a Survivor aus dem Jahre 2005.
Seit 2006 betrieb Philip Saville mit dem „Philip-Saville-Studio“ eine Schauspiel-Meisterklasse in London, spezialisiert auf „dramatische Improvisation“.
Philip Saville, der von Freunden „Savo“ genannt wurde, hat es stets verstanden, sein Privatleben weitgehend vom Medienrummel fernzuhalten. Aus seiner Ehe mit Jane Arden gingen zwei Söhne hervor.

## Filmografie (Auswahl)

### Regie
- 1955: Curtains for Harry (Fernsehfilm)
- 1960: Armchair Mystery Theatre (Fernsehserie, 2 Folgen)
- 1956–1972: Armchair Theatre (Fernsehserie, 45 Folgen)
- 1963: The Madhouse on Castle Street (Fernsehepisode)
- 1964: Hamlet (Fernsehfilm)
- 1964; 1969: The Wednesday Play (Fernsehserie, 2 Folgen)
- 1965: Six (Fernsehserie, eine Folge)
- 1966: Stop the World: I Want to Get Off
- 1966: Out of the Unknown (Fernsehserie, eine Folge)
- 1967: König Ödipus (Oedipus the King)
- 1969: Ein liebenswertes Freudenhaus (The Best House in London)
- 1970–1975: Play for Today (Fernsehreihe, 8 Folgen)
- 1971: Secrets
- 1972–1973: Thirty-Minute Theatre (Fernsehserie, 2 Folgen)
- 1974: Die großen Geheimnisse des Orson Welles (Orson Welles’ Great Mysteries, Fernsehserie, eine Folge)
- 1975: Shades of Greene (Fernsehserie, 2 Folgen)
- 1976; 1981: BBC2 Playhouse (Fernsehserie, 2 Folgen)
- 1977: The Velvet Glove: The Warrior’s Return (Fernsehreihe)
- 1977: ITV Playhouse (Fernsehserie, eine Folge)
- 1977: Count Dracula (Count Dracula, Fernsehfilm)
- 1979: Play of the Month: Design for Living (Fernsehreihe)
- 1980: The Ghost Sonata (Fernsehfilm)
- 1982: Boys from the Blackstuff (Miniserie)
- 1984: Those Glory Glory Days (Fernsehfilm)
- 1985: Shadey
- 1986: The Life and Loves of a She-Devil (Miniserie)
- 1987: Mandela (Fernsehfilm)
- 1988: The Fruit Machine – Rendezvous mit einem Killer (The Fruit Machine)
- 1988: Mary’s Baby – Die Geburt einer neuen Art (First Born, Fernsehfilm)
- 1989: Screen Two: Fellow Traveller (Fernsehreihe)
- 1990: Max and Helen (Fernsehfilm)
- 1990: Feuer an Bord von Flug 1501 (Crash: The Mystery of Flight 1501, Fernsehfilm)
- 1992: Künstliche Schwestern (The Cloning of Joanna May, Minsiere)
- 1992: Angels (Fernsehfilm)
- 1993: Szenen einer Familie (Family Pictures, Fernsehserie, 2 Folgen)
- 1993: Screen One: Wall of Silence (Fernsehreihe)
- 1995: Die Freibeuterinnen (The Buccaneers, Miniserie)
- 1997: Deacon Brodie (Fernsehfilm)
- 1997: Metroland
- 1998: Little White Lies (Fernsehfilm)
- 2001: Hans Christian Andersen: My Life as a Fairy Tale (Fernsehfilm)
- 2001: My Uncle Silas: The Wedding/Queenie White (Fernsehreihe)
- 2001: My Uncle Silas: The Widder/The Blue Feather (Fernsehreihe)
- 2001: My Uncle Silas: Silas & Goliath/The Revelation (Fernsehreihe)
- 2002: The Biographer (Fernsehfilm)
- 2003: My Uncle Silas: Finger Wet, Finger Dry (Fernsehreihe)
- 2003: Das Johannes-Evangelium (The Visual Bible: The Gospel of John)
- 2005: Love Is a Survivor

### Drehbuch
- 1955: Curtains for Harry (Fernsehfilm)
- 1964: The Wednesday Play: In Camera (Fernsehreihe)
- 1965: Six (Fernsehserie, eine Folge)
- 1967: König Ödipus (Oedipus the King)
- 1971: Secrets
- 1981: BBC2 Playhouse (Fernsehserie, eine Folge)

### Produktion
- 1963: BBC Sunday-Night Play (Fernsehserie, eine Folge)
- 1995: Die Freibeuterinnen (The Buccaneers, Miniserie)

### Darstellung
- 1948: Penny and the Pownall Case
- 1948: The Blind Goddess
- 1948: A Piece of Cake
- 1953: Murder at 3am
- 1953: The Straw Man
- 1954: Night of the Silvery Moon
- 1954: Bang, You’re Dead
- 1955: Contraband Spain
- 1957: The Betrayal
- 1957: Zu Gast bei Errol Flynn (The Errol Flynn Theatre, Fernsehserie, eine Folge)
- 1956–1959: The Vise (Fernsehserie, 8 Folgen)
- 1958: Three Crooked Men
- 1958: On the Run
- 1959: Der Dicke von Scotland Yard (Great Van Robbery)
- 1960: An Honourable Murder

## Ehrungen
- 1964: Television Guild award for drama production
- 1967: Erster Preis beim Filmfestival des Science-Fiction-Films in Triest: The Machine Stops
- 1983: BAFTA TV Award, Kategorie: Best Drama Series/Serial: Boys from the Blackstuff
- 1987: BAFTA TV Award, Kategorie: Best Drama Series: The Life and Loves of a She-Devil
- 1989: Cable ACE-Award, Kategorie: Directing a Movie or Miniseries: Mandela
- 2004: Movie Guide Awards, Epiphany Prize: Kategorie: Most Inspiring Movie: The Visual Bible: The Gospel of John